# Indolacetaldoxim
Indolacetaldoxim ist ein von Tryptophan abgeleitetes Oxim, das als Intermediat im Stoffwechsel von Pflanzen vorkommt.

## Vorkommen und biologische Bedeutung

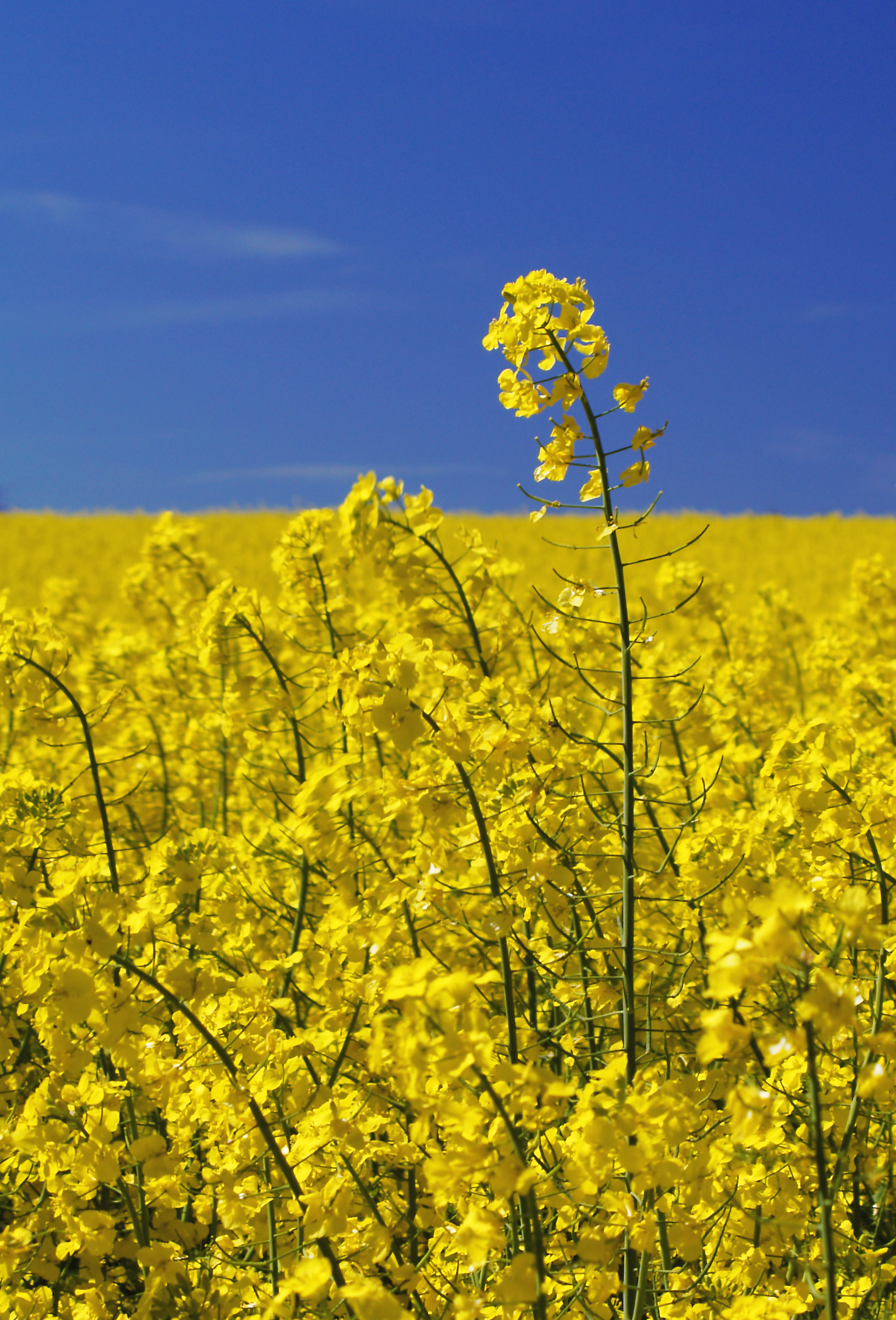
Indolacetaldoxim ist ein biosynthetisches Intermediat in der Pflanzenfamilie der Kreuzblütler, z. B. bei Raps

Die Biosynthese von Indolacetaldoxim in Arabidopsis thaliana wurde untersucht, dort wird es durch ein Cytochrom-P450-Enzym aus Tyrosin gebildet. Die Verbindung kommt in der Familie der Kreuzblütler vor, neben Arabidosis thaliana z. B. in Raps, Rüben und Braunem Senf. In verschiedenen Pflanzen ist es wiederum biosynthetischer Vorläufer von Glucosinolaten (Glucobrassicin), Indolessigsäure, Indolacetonitril,  Camalexin, Brassinin und Brassilexin.  Bei verschiedenen pathogenen Pilzen, die Kreuzblütler befallen, wurde nachgewiesen, dass diese Indolacetaldoxim zu Indolessigsäure abbauen können. In vielen Pflanzen aus anderen Familien, z. B. Tomate, Erbse, Mais, Reis und Tabak, konnte kein Indolacetaldoxim gefunden werden. Indolessigsäure ist eines der wichtigsten Pflanzenhormon bei Pflanzen allgemein, der biosynthetische Prozess über Indolacetaldoxim ist jedoch für die Kreuzblütler spezifisch und unterscheidet sich von den biosynthetischen Herstellungsprozessen in anderen Pflanzen.

## Herstellung
Indolacetaldoxim kann durch Umsetzung von Indolacetaldehyd  mit Hydroxylaminhydrochlorid gewonnen werden.

## Externe Links zu erwähnten Verbindungen
1. ↑  Externe Identifikatoren von bzw. Datenbank-Links zu Indolacetaldehyd:  CAS-Nr.: 2591-98-2, PubChem: 800, ChemSpider: 778, Wikidata: Q27102813.